# Komagatake-Seilbahn

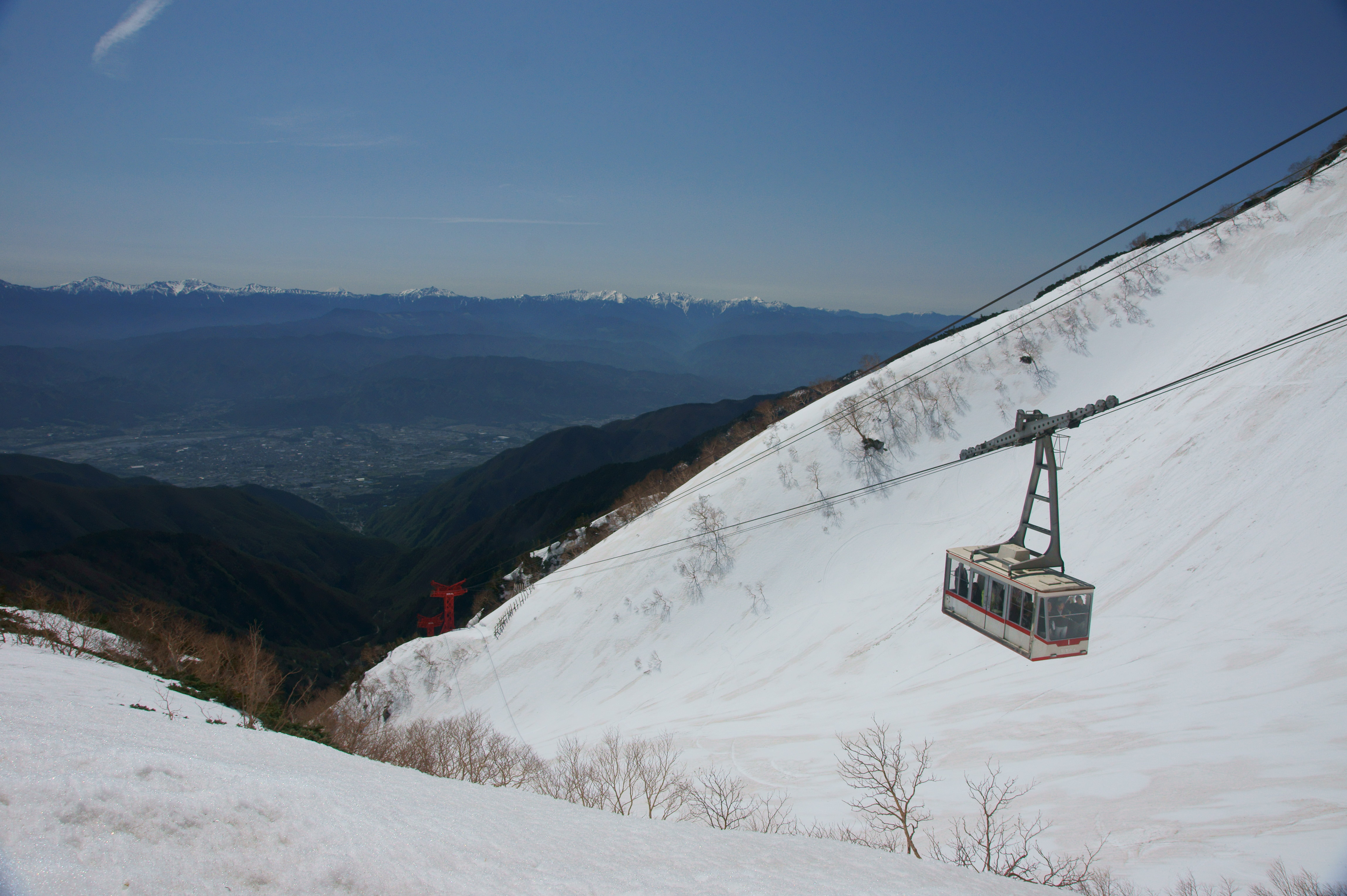
Komagatake-Seilbahn

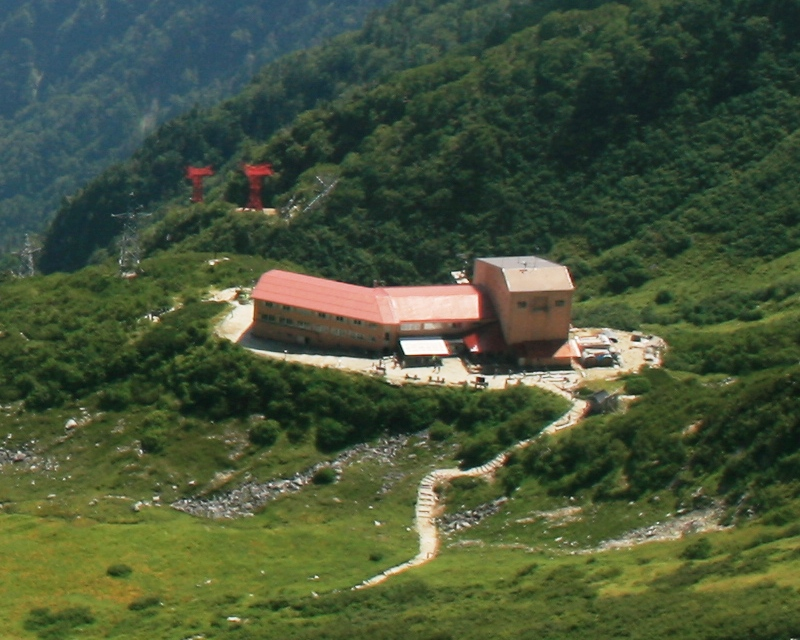
Bergstation Senjōjiki

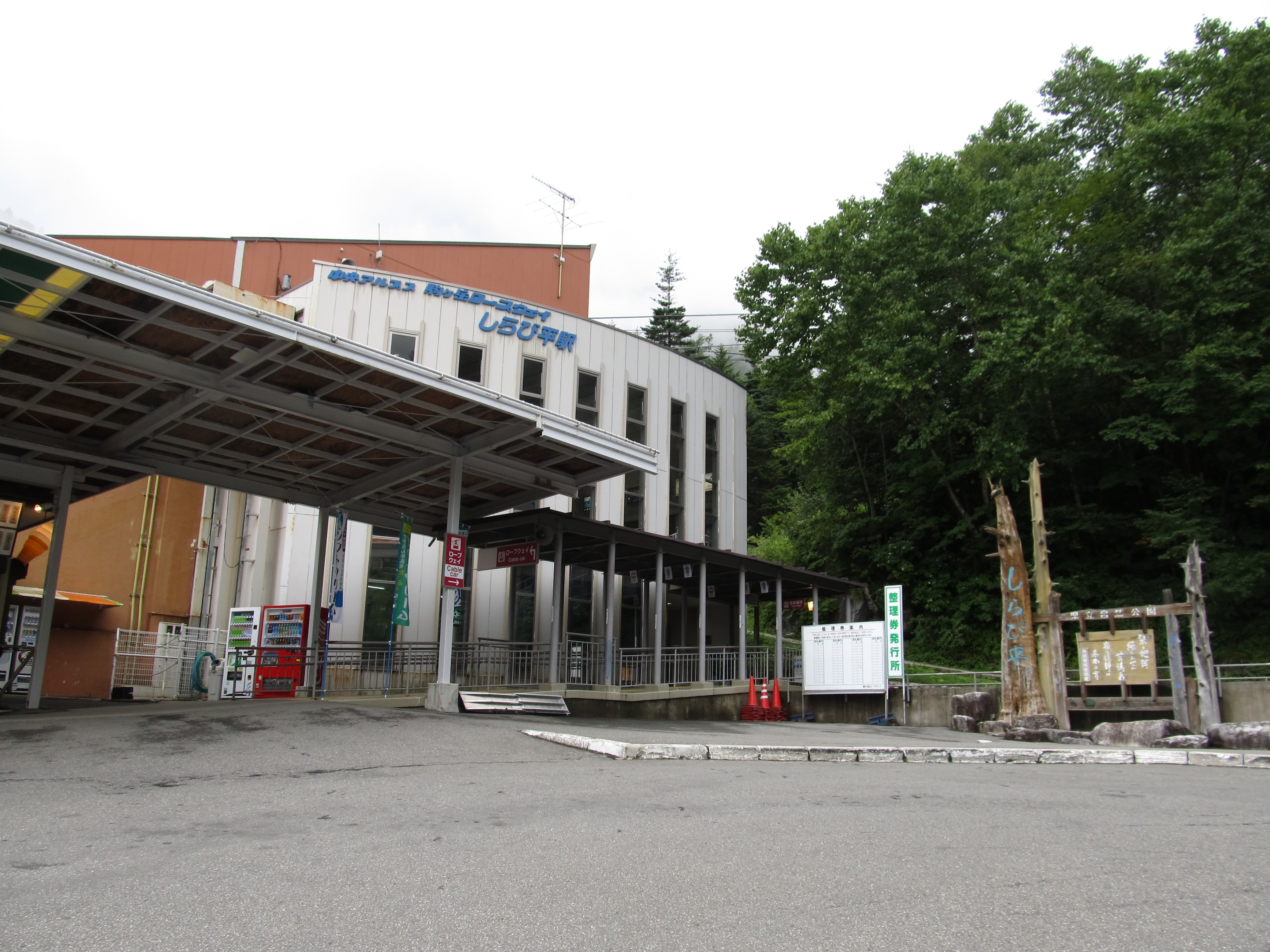
Talstation Shirabidaira

Die Komagatake-Seilbahn (jap. 駒ヶ岳ロープウェイ, Komagatake Rōpuwēi; engl. Komagatake Ropeway) ist eine Luftseilbahn in Japan. Sie befindet sich auf dem Gebiet der Stadt Komagane in der Präfektur Nagano und erschließt den Osthang des 2931 m hohen Berges Hōkendake im Kiso-Gebirge. Betrieben wird sie vom Unternehmen Chūō Alps Kankō Co. Ltd. (中央アルプス観光, Chūō Arupusu Kankō kabushiki-gaisha), an dem die Stadt Komagane und die Meitetsu Group beteiligt sind.

## Beschreibung
Bei der Anlage, die im Juli 1967 eröffnet wurde, handelt es sich um eine Pendelbahn mit je einem Tragseil und zwei Zugseilen in beiden Fahrtrichtungen. Die beiden Kabinen bieten Platz für je 61 Personen und legen die 2334 m lange Strecke in siebeneinhalb Minuten zurück. Üblicherweise ist die Bahn zwischen 6:00 Uhr und 17:00 Uhr in Betrieb. Von April bis November fährt sie alle 30 Minuten, von Dezember bis März stündlich. Der Fahrplan ist so ausgerichtet, dass stets Anschluss an eine vom selben Unternehmen betriebene Buslinie besteht; diese verkehrt zwischen der Talstation und dem Bahnhof Komagane an der Iida-Linie.
Die Talstation Shirabidaira (しらび平) steht im Ōtagiri-Tal auf einer Höhe von 1662 m T.P., auf dem Gemeindegebiet von Miyada. Von dort aus führt die Bahn hinauf zur Bergstation Senjōjiki (千畳敷) auf 2612 m T.P., der dabei überwundene Höhenunterschied von 950 Metern entspricht dem größten einer Luftseilbahn in ganz Japan. Ebenso ist die auf dem Stadtgebiet von Komagane gelegene Bergstation die höchste des Landes. An diese angebaut ist das im traditionellen Stil eingerichtete Hotel Senjōjiki, das höchstgelegene Hotel Japans.
Von der Bergstation, die sich am Fuße des gleichnamigen Kars befindet, führen Bergwanderwege auf die umliegenden Gipfel. Während der Wintersaison erschließt der höchstgelegene Skilift Japans zwei Pisten mit einem Höhenunterschied von 250 Metern.